# Aphrodite (альбом)
Aphrodite (с англ. — «Афродита») — одиннадцатый студийный альбом австралийской певицы Кайли Миноуг, выпущенный 5 июля 2010 года на лейбле Parlophone. Запись пластинки началась в 2009 году. На роль композитора альбома была выбрана британская певица и автор песен Нерина Паллот. После написания нескольких песен Миноуг решила, что сотрудничество не приносит желаемых результатов. Затем певица начала работать со Стюартом Прайсом, который выступил исполнительным продюсером альбома. Над пластинкой Миноуг и Прайс работали с такими авторами и продюсерами, как Джейк Ширз, Кельвин Харрис, Себастьян Ингроссо и Паскаль Габриэль. Aphrodite выдержан в жанрах данс-попа и диско и во многом схож с предыдущими альбомами Миноуг. Также в некоторых песнях преобладают элементы электропопа, хай-энерджи и рейва.
Aphrodite получил положительные отзывы критиков, многие из которых хвалили Миноуг за возвращение к её оригинальному музыкальному стилю. Однако мнения рецензентов относительно продюсирования пластинки разделились: многие считали, что продюсирование Прайса обусловило альбому целостность, но некоторые решили, что диск очень похож на предыдущие работы певицы и не содержит ничего нового. В чартах пластинка имела весомый успех. В Австралии диск дебютировал на второй строчке альбомного чарта и позже получил в этой стране платиновый статус. В Великобритании альбом дебютировал на вершине хит-парада, и вскоре Миноуг была занесена в Книгу рекордов Гиннесса как обладательница альбомов, попавших в первую пятёрку британского чарта в разных десятилетиях. Британская ассоциация производителей фонограмм (BPI) присвоила пластинке платиновый статус. Aphrodite также попал в первую пятёрку музыкальных рейтингов Бельгии, Франции, Греции, Испании и Швейцарии. Он стал вторым самым продаваемым альбомом Миноуг в США, дебютировав на 19-й строчке хит-парада Billboard 200.
Всего с альбома было выпущено четыре сингла. Ведущим стала композиция «All the Lovers». Песня имела успех в чартах, достигнув третьей позиции в Великобритании и попав в первую десятку чартов ряда стран, включая Бельгию, Францию, Германию, Италию и Испанию. В Австралии синглу не удалось закрепиться в первой десятке и он достиг всего лишь 13-й строчки. Последующие синглы «Get Outta My Way», «Better than Today» и «Put Your Hands Up (If You Feel Love)» были намного менее успешны, чем «All the Lovers», что побудило певицу выразить разочарование в своём рекорд-лейбле. Все четыре сингла возглавили американский хит-парад Billboard Hot Dance Club Songs. В 2011 году в поддержку альбома был организован гастрольный тур Aphrodite: Les Folies Tour.

## История создания
После успешного лечения рака молочной железы Миноуг в 2007 году выпустила десятый студийный альбом X. Пластинка дебютировала на первой строчке альбомного чарта Австралии и получила в этой стране платиновый статус. В британском альбомном чарте диск достиг четвёртой строчки и вскоре стал платиновым. X получил в основном положительные отзывы критиков, но многие из них отметили большое количество «проходных» песен на диске и посчитали, что этот альбом не стал достойным возвращением Миноуг на сцену.
Позже Миноуг начала работать над одиннадцатым студийным альбомом Aphrodite. Первые записи песен для альбома начались в апреле 2009 года, когда Миноуг познакомилась с британской певицей и композитором Нериной Паллот, с которой она работала над песней «Better Than Today» — композицией с живым инструменталом. Вскоре выпускающий лейбл Parlophone принял решение сделать стиль альбома более естественным и менее сложным по сравнению с X. Последние записи песен с Паллот не приносили желаемого результата, и предложенные ею песни были вскоре дополнены композициями других авторов и продюсеров. Миноуг позже говорила, что в работе с Паллот ей не хватало танцевальных поп-композиций. Она обратилась за советом к своему близкому другу Джейку Ширзу, вокалисту американской поп-группы Scissor Sisters. Тот предложил ей поработать со Стюартом Прайсом, продюсером электронной музыки и обладателем «Грэмми», который работал со Scissor Sisters над их третьим альбомом Night Work (2010). Председатель лейбла Parlophone Майлз Леонард назначил Прайса исполнительным продюсером нового альбома Миноуг. Ранее Прайс выступил исполнительным продюсером десятого альбома Мадонны Confessions on a Dance Floor (2005), а международное новостное агентство «Рейтер» называло его «одним из самых востребованных поп-продюсеров». В интервью сайту Popjustice Прайс рассказал, что познакомился с Миноуг в октябре 2009 года и тогда же был приглашён для написания песен.
Как исполнительный продюсер Прайс отвечал за «формирование звучания альбома», определение списка композиций и сведение песен, которое позволило бы почувствовать, что они «являются частью одного и того же альбома». Согласно Popjustice, каждая песня с альбома прошла через «фильтр Стюарта Прайса». Для самой Миноуг Aphrodite стал первым опытом в продюсировании. Обсуждая процесс записи альбома, она отметила: «Это невероятно здорово, и, как ни странно, по-моему, это мой самый цельный альбом с начала карьеры, со времён PWL, когда целостность была естественной частью происходящего. Можно многое сказать про работу с разными продюсерами и творческие поиски, которые в прошлом давали отличный результат, но я очень хотела, чтобы кто-нибудь связал всё это воедино, и Стюарту это замечательно удалось <...> так что из этого получилось настоящее произведение искусства». Миноуг и Прайс посчитали, что песня будет «нормально звучать», будучи спетой в стиле Долли Партон. Над пластинкой работали Джейк Ширз, шотландский продюсер и диджей Кельвин Харрис, шведский продюсер Себастьян Ингроссо и бельгийский музыкант Паскаль Габриэль. В финальный трек-лист также вошли две песни Нерины Паллот.

## Музыкальный стиль
Aphrodite выдержан в стилях диско и данс-поп. Рекорд-лейбл Parlophone назвал альбом возвращением Миноуг к истокам танцевальной музыки. Название диска ссылается на греческую богиню любви, красоты, плодородия и вечной жизни. «All the Lovers» — песня в стиле диско с элементами электропопа, написанная Джимом Элиотом и Мимой Стилвелл, которые также являются авторами ведущего сингла альбома X «2 Hearts». Это одна из последних песен, записанных для альбома. Она имеет сходство с синглом Миноуг 2004 года «I Believe in You», но отличается более танцевальным звучанием. В ней используются «лёгкий, подобный сердцебиению ритм» и «синтезаторные риффы в стиле 1980-х». Композиция получила положительные отзывы критиков, которые хвалили её продюсирование и припев. Вторая по счёту песня, «Get Outta My Way», — сочетание электронной музыки и бабблгам-попа с элементами диско. В песне «расстроенная и злая» Миноуг поёт «тонким» голосом, обращаясь к своему невнимательному возлюбленному, намекая, что может бросить его и уйти к другому. В основе текста этой песни заложена инсинуация. «Get Outta My Way» получила положительные отзывы критиков, которые хвалили её тематику и музыкальный стиль. «Put Your Hands Up (If You Feel Love)» — клубная песня в стиле хай-энерджи. Она получила смешанные отзывы критиков: многие раскритиковали её текст за клише, но, тем не менее, один из критиков назвал её «концертным хитом, который ждёт своего часа». «Closer» — песня с более мрачным и мистическим подходом, в которой используются «вздыхающий» бэк-вокал и звучание клавесина. Критики назвали эту песню самой интересной и экспериментальной в альбоме.
Несмотря на то, что Стюарт Прайс подтвердил, что на альбоме не будет баллад, критики посчитали, что «Everything  is Beautiful» — поп-композицию в низком темпе — можно назвать таковой. Заглавный трек — танцевальная поп-песня в стиле 1990-х с «топающим» битом, инструментал которой напоминает оркестр марширующих музыкантов. Стюарт Прайс сравнил эту песню с композицией Джанет Джексон «Rhythm Nation». «Aphrodite» — одна из двух песен, написанных Миноуг в сотрудничестве с Нериной Паллот, которые вошли в финальный трек-лист альбома. Бен Норман с сайта About.com описал песню как танцевальный гимн, в котором Миноуг «хвастается» своим сексуальным мастерством. Она получила положительные отзывы многих критиков, которые назвали её самой сильной песней альбома. Седьмую по счёту песню, меланхоличную «Illusion», Миноуг написала в соавторстве с Прайсом. «Better than Today» — «„свежая“ летняя поп-песня» с элементами электропопа и кантри. Это первая песня, написанная для альбома, и вторая — в сотрудничестве с Паллот. Она была хорошо воспринята критиками, которые называли её приятной и считали, что она выделяется среди остальных песен, но критиковали её за монотонность.
«Too Much» — песня в стиле диско и синтипопа, влияние на которую оказал рейв. Авторы композиции — Кайли Миноуг, Джейк Ширз и Кельвин Харрис. Мнения критиков относительно этой песни разделились: одни хвалили её энергичное звучание, другие остались недовольны продюсированием Харриса. Композиция в стиле дэнс-рок «Cupid Boy» навеяна творчеством английской альтернативной группы New Order. Критики отмечали «похотливое» пение Миноуг на фоне басовой линии в стиле ретро. Рецензенты также хвалили вступление композиции — навеянную New Order басовую линию и рок-инструментал. В композиции «Looking for an Angel» используются синтезаторные струны и струнный брейк. Это одна из первых песен, которые Миноуг и Прайс написали совместно. Продюсирование Прайса получило смешанные отзывы критиков. Альбом заканчивается песней «Can't Beat the Feeling», выдержанной в стиле электропопа и имеющей сходство с творчеством французского музыкального электронного дуэта Daft Punk. Критики положительно оценили энергичное звучание композиции и то, что она является последней в трек-листе.

## Синглы
Всего с альбома было выпущено четыре сингла. В июне 2010 года вышел главный сингл «All the Lovers». Своё решение выпустить эту песню главным синглом Миноуг объяснила следующим образом: «Когда я записывала песню, то знала, что она должна стать первым синглом. Она выражает чувство эйфории всего альбома. У меня мурашки по коже, мне не терпится услышать, что о ней думают». Композиция была успешна в чартах, особенно в Европе. В британском чарте синглов песня дебютировала под номером три. Вскоре продажи сингла в Великобритании составили 200 000 экземпляров, и он   получил в этой стране серебряный статус. Композиция также попала в топ-10 Франции, Италии, где получила золотой статус, Шотландии и Испании, где возглавила чарт физических продаж синглов. В австралийском чарте синглов сингл дебютировал под номером 13, не попав в топ-10 чарта. В этой стране продажи сингла составили 35 000 экземпляров, за что ему был присвоен золотой статус. В США композиция возглавила чарт Billboard Hot Dance Club Songs. Режиссёром видеоклипа на песню «All the Lovers» выступил Джозеф Кан. В клипе Миноуг, одетая в белую футболку и чёрное нижнее бельё, исполняет композицию на горе из ласкающих друг друга влюбленных пар.
Вторым синглом стала композиция «Get Outta My Way», выпущенная 27 сентября 2010 года. Песня имела средний успех в Великобритании, добравшись до 12-й строчки британского хит-парада. В Австралии композиция была намного менее успешна, добравшись только до 69-й позиции в чарте синглов. В США песне удалось возглавить чарт Hot Dance Club Songs. Режиссёром клипа на эту песню выступила британская команда режиссёров AlexandLiane. В клипе Миноуг танцует вместе с мужчинами-моделями. В видео представлено несколько нарядов певицы: мини-платье с золотой цепью, красный шёлковый мини-тренч и маленькое чёрное платье.
3 декабря 2010 года вышел третий сингл с альбома — «Better than Today». Хотя некоторые критики положительно отнеслись к композиции, некоторые считали, что она не подходит на роль сингла из-за слишком «слащавого» звучания. Сингл был менее успешен, чем «All the Lovers» и «Get Outta My Way». В австралийском чарте синглов песня добралась до 55-й строчки и стала вторым синглом с Aphtodite, не попавшим в топ-50 этого чарта. В британском хит-параде песня достигла 32-й строчки, не сумев попасть в топ-20. В США композиция возглавила чарт Hot Dance Club Songs, став третьим синглом с альбома, возглавившим данный хит-парад. Видеоклип, навеянный аркадой в стиле олд-скул, был снят Миноуг и её стилистом Уильямом Бейкером. Вскоре, из-за низких продаж синглов, Миноуг разочаровалась в своём рекорд-лейбле:

Это сложно. Меня разочаровали релизы «Афродиты». Меня, как и многих других исполнителей, застали врасплох звукозаписывающие компании, которые только разбирались, как в наше время выпускать синглы. Я помню, как делала промо одному из последних синглов, и было ощущение, что всё устарело. Я неплохо разбираюсь в компьютерах, меня не отпускало ощущение какого-то диссонанса, но мне никто не сказал ни слова. При этом вот Бритни выпускает «Hold It Against Me», а Гага — «Born This Way», и они появляются на айтюнсе в тот же день, когда вы впервые их услышали. Вот так должно быть. А я тут сижу и жду места в чарте в середине недели, как будто на дворе 1989 год. Оригинальный текст (англ.)It's confusing. I felt a little let down with my releases from Aphrodite. I was caught out like a lot of artists were, with record companies figuring out how to do single releases these days. I remember doing a promo for one of the last singles and it just felt really old-fashioned. I'm pretty computer-savvy, something didn't feel right, but no one said anything to me. You get Britney releasing «Hold It Against Me» and Gaga's «Born This Way» available on iTunes the day you hear it first. That's how it should be. And there's me waiting for a mid-week chart figure like it's 1989.

Несмотря на то, что Миноуг говорила, что «Better than Today» станет последним синглом с альбома, 29 мая 2011 года состоялся релиз сингла «Put Your Hands Up (If You Feel Love)», который стал четвёртым и заключительным синглом с пластинки. Композиция добралась до 50-й позиции в австралийском чарте синглов. Как и предыдущие синглы, песня возглавила американский чарт Hot Dance Club Songs. На ремикс от Пита Хаммонда было снято лирическое видео, однако официальный клип на песню не был снят.

## Продвижение и релиз
2 июля 2010 года состоялся релиз альбома в Австралии. Диск был выпущен на CD, виниле и в цифровом формате. В Великобритании пластинка вышла 5 июля. В тот же день вышло специальное CD-издание «Experience Edition», которое включало в себя 28-страничный буклет, неизданные кадры с гастрольного тура For You, for Me, съёмки промо-фото и видео альбома, эксклюзивное интервью и ранее неизданный бонус-трек «Mighty Rivers». На обложке альбома изображена «превратившаяся в богиню» Миноуг, одетая в шёлковое муслиновое тёмное-синее платье, украшенное металлом. Наряд был взят из коллекции французского модельера Жан-Поль Готье «Весна-лето 2010». Ранее Готье также разработал костюмы для гастрольных туров Миноуг KylieX2008 и For You, for Me. 6 июля Миноуг отметила мировой релиз пластинки выступлением в клубе Pacha Club на Ивисе. В этот же день состоялся релиз альбома в США.

### Турне
В начале 2011 года в поддержку альбома был организован гастрольный тур Aphrodite: Les Folies Tour. Тур был организован творческой командой, которая занималась постановкой шоу World of Color на курорте Disneyland Resort. Сообщалось, что бюджет тура составит 25 миллионов долларов США. Концерты проходили в Европе, Северной Америке, Азии, Австралии и Африке. Костюмы Миноуг для тура разработали Доменико Дольче и Стефано Габбана, владельцы итальянского дома моды класса люкс Dolce & Gabbana, которые часто сотрудничали с певицей и прежде. Шоу представляли собой спектакли, преимущественно основанные на древнегреческой мифологии. Сет-лист тура включал в себя практически все композиции с альбома Aphrodite, за исключением песни «Too Much», а также композиции с альбомов Light Years (2000) и Fever (2001). Тур имел коммерческий успех и был помещён на 21-ю строчку в общегодовом рейтинге 25 лучших мировых гастрольных туров издания Pollstar. Всего было продано 527 683 билета, общая выручка составила 52,8 миллиона долларов США. 7 июня 2011 года вышел концертный альбом Aphrodite: Les Folies Tour: Live in London, в который вошли съёмки с концерта в Лондоне на арене O2.

## Реакция критиков
| Совокупная оценка              | Совокупная оценка |
| Источник                       | Оценка            |
| ------------------------------ | ----------------- |
| Metacritic                     | 67/100            |
| Оценки критиков                |                   |
| Источник                       | Оценка            |
| Русскоязычные издания          |                   |
| Afisha.uz                      | [ 76 ]            |
| Коммерсантъ                    | (положительно)    |
| Billboard (российское издание) | (смешанно)        |
| Иноязычные издания             |                   |
| AllMusic                       | [ 16 ]            |
| Billboard                      | 72/100            |
| Entertainment Weekly           | A–                |
| Los Angeles Times              | [ 79 ]            |
| MusicOMH                       | [ 80 ]            |
| PopMatters                     | 7/10              |
| Rolling Stone                  | [ 81 ]            |
| Slant                          | [ 37 ]            |
| Spin                           | 8/10              |
| AnyDecentMusic?                | 6.9/10            |

Aphrodite получил положительные отзывы критиков. На агрегаторе оценок Metacritic альбом накопил оценку в 67 баллов из 100, основанную на 21 рецензии. Бен Норман с сайта About.com оценил продюсирование Стюарта Прайса и посчитал, что Aphrodite более целостный альбом, чем X. Несмотря на то, что критик посчитал, что песни альбома не настолько привлекательны как в X, он назвал Aphrodite очередной хитовой пластинкой Миноуг. Тим Сендра с сайта AllMusic высоко оценил выбор Миноуг авторов песен и продюсеров пластинки, прокомментировав, что альбом является «работой того, кто знает, на что она [Миноуг] способна, и того, кто знает, кого нужно нанять, чтобы продемонстрировать её умения до совершенства». Он также оценил целостность альбома и его коммерческую перспективу и назвал пластинку «одной из лучших». Рецензент журнала Billboard похвалил «способность Прайса создавать целостное звучание, не жертвуя индивидуальностью каждой песни», и назвал альбом «сплочённым, весёлым и подходящим для богини путешествием». Ян Уэйд с сайта BBC Music оценил альбом крайне положительно. Критик похвалил Миноуг за возвращение к истокам танцевальной музыки и стилю альбомов Fever и Light Years. Рецензент заключил, что «не любить этот альбом — всё равно, что не любить дышать». Ник Левин с сайта Digital Spy назвал пластинку лучшим альбомом со времён Fever, посчитав, что, хоть Aphrodite — «неглубокомысленный альбом», он «в то же время не пустой» и предназначен для отдыха и наслаждения. Микаэль Вуд похвалил танцевальность песен и заключил, что «миниатюрная австралийская поп-дива по-прежнему доставляет диско-гром из Австралии». Прия Элан из журнала NME высказала мнение, что Стюарт Прайс идеально подошёл на роль музыкального продюсера пластинки, и назвала альбом самой цельной работой Миноуг за последние несколько лет.
Кристель Лоа с сайта PopMatters посчитала, что Aphrodite имеет сходство с альбомами Light Years и Fever и похвалила продюсирование пластинки. Журналистка отметила, что в то время как «блестящий данс-поп с беззастенчивым ликованием низведён до царства порочных удовольствий», Aphrodite — «редкий пример замечательного продюсирования — приятного, чистого и простого». Роб Шеффилд из журнала Rolling Stone назвал альбом «лучшей работой [Миноуг] после недооценённого Impossible Princess (1997)». Нил Маккормик из газеты The Daily Telegraph похвалил Прайса за привлечение к записи пластинки команды «первоклассных» продюсеров, назвав Aphrodite современным поп-хитом. Барри Уолтерс из журнала Spin похвалил певицу за возвращение к её оригинальному музыкальному стилю, прокомментировав, что «даже самые прожжённые сухари поняли наконец, что никто не хочет слышать псевдо-хип-хоп или американизированный AOR от непревзойдённой австралийской поп-звезды». Дамир Сагдиев с сайта Afisha.uz отметил, что концепция пластинки «проста и выверена — сплошная энергетика и драйв, положенные на лоск и сексуальность»: «Все лиричные и медленные композиции без слов принесены в жертву своим танцевальным собратьям». Критик назвал альбом «своеобразным органичным музыкальным отражением Кайли, которое совсем не смотрится, как отчаянная попытка поп-исполнительницы за 40 оставаться современной». Борис Барабанов из газеты «Коммерсантъ» прокомментировал: «Название нового диска Aphrodite намекает, видимо, на полное и окончательное возвращение в передовую когорту». Рецензент отметил, что Нерина Паллот и Стюарт Прайс в композициях «Better than Today» и «Illusion» позаботились о том, «чтобы Кайли осталась Кайли — такой, какой её запомнили 22 года назад, когда вышел её первый альбом-бестселлер».
Тем не менее, многие критики были разочарованы отсутствием новых элементов звучания. Хелен Кларк с сайта MusicOMH в целом положительно оценила альбом, посчитав, что «она [Миноуг] просто работает, и у неё хорошо выходит». Джон Паралес из газеты The New York Times высказал мнение, что альбом имеет сильное сходство с творчеством Мадонны, в частности с её альбомами Like a Virgin (1984) и Ray of Light (1998), и прокомментировал, что «никто не просит Миноуг быть настоящей — просто немного больше инноваций». Китти Эмпайр из газеты The Observer в целом понравился альбом: она похвалила Стюарта Прайса за «создание изящной целостности всего альбома». Китти сравнила диск с творчеством Леди Гаги, посчитав, что Aphrodite немного уступает альбомам этой певицы. Рецензент журнала Slant Сэл Чинкемани отметил, что альбом «более стилистически целостен, чем вышеупомянутые альбомы [X и Body Language]», и что он понравится давним поклонникам певицы, но раскритиковал продюсирование Прайса, которое, по его мнению, не смогло стать дополнением к голосу Миноуг. Ник Завриев из российской версии журнала Billboard посчитал, что на этом альбоме «Миноуг вернулась к себе примерно десятилетней давности», и что «добрую половину песен можно запросто счесть ауттейками с альбома Light Years». По мнению рецензента, композиции «не испортят картину длинной дискографии Миноуг». «Только вот это подражание самой себе сейчас кажется несколько не к месту», — заключил автор.
Джеймс Рид из газеты The Boston Globe дал альбому отрицательную оценку, назвав его «слишком старомодным». По мнению рецензента, несмотря на то, что диск вышел в 2010 году, от него веет 2000 годом. Джеймс назвал альбом «разочарованием» и наименее интересной пластинкой Миноуг за десятилетие. Кэролайн Салливан из британской газеты The Guardian раскритиковала «неприятное» продюсирование альбома, однако посчитала, что «альбом хорош так же как сама Кайли», но назвала его неинтересным. В заключение она написала, что акустический альбом — то, что нужно Миноуг выпустить дальше. Маргарет Вапплер из газеты Los Angeles Times отметила зависимость альбома от «старой надёжной» музыки, прокомментировав, что «наша поздняя пташка (Миноуг) много времени проводила на сцене, однако, и это заметно». Софья Мани-Куттс из газеты The National не была в восторге от «обычного альбома Миноуг о том, как она всегда остаётся собой и насколько она от этого счастлива», а также раскритиковала Прайса за то, что тот не смог придумать ничего затейливого. Особенно рецензент негативно отнеслась к заявлению о том, что Aphrodite — такой же альбом-камбек, как и Fever, посчитав, что ему не хватает новых и разнообразных песен. Она заключила рецензию фразой: «Критиковать Кайли — всё равно, что ругать Далай-ламу: она принцесса, которую нужно немножко растормошить».

### Рейтинги и списки
В 2010 году Aphrodite был номинирован на премию ARIA Music Awards в категории «Лучший поп-альбом», но проиграл альбому Сии Фёрлер We Are Born. Также на эту премию была номинирована и сама Миноуг в категории «Лучшая исполнительница», но она уступила Меган Вашингтон. Сайт AllMusic включил альбом в общегодовой рейтинг «Любимых альбомов 2010 года». Сайт Idorator включил пластинку в список «10 из 10 любимых альбомов года по версии Idorator». Критик Робби До прокомментировал, что «сотрудничество со Стюартом Прайсом дало свежий толчок её и без того впечатляющей карьере». Миноуг достигла 40-й позиции в рейтинге сайта Last.fm, составляющегося на основе количества «скробблингов», которые альбом получает на сайте. В 2011 году на премии Virgin Media Music Awards пластинка была признана британскими меломанами «Лучшим альбомом», а песня «All the Lovers» — «Лучшим синглом». В том же году Миноуг получила восьмую номинацию на премию Brit Awards в категории «Лучшая международная сольная исполнительница». В 2015 году Aphrodite занял десятую строчку в рейтинге «99 величайших танцевальных альбомов всех времён» по версии журнала Vice.

## Коммерческий успех
18 июля 2010 года Aphrodite дебютировал в австралийском альбомном чарте под номером два, продержавшись на этой позиции три недели. В общей сложности пластинка провела 15 недель в чарте, и к 2011 году продажи диска в Австралии составили 70 000 экземпляров, за что ему был присвоен платиновый статус.
В британском альбомном чарте пластинка дебютировала на первой строчке, её продажи в первую неделю составили 79 000 экземпляров. Диск возглавил британский хит-парад ровно спустя 22 года после того, как аналогичного успеха в этом чарте добился дебютный альбом Миноуг. Это четвёртый альбом Миноуг после Kylie (1988), Enjoy Yourself (1989), Fever и X, возглавивший британский хит-парад, предварительно попав в топ-10. Пластинка провела в общей сложности 29 недель в топ-40 чарта, одну из которых — на вершине хит-парада. К апрелю 2011 года продажи альбома в Великобритании составили 300 000 экземпляров, и ему был присвоен платиновый статус в этой стране. Кайли Миноуг вошла в Книгу рекордов Гиннесса как обладательница альбомов, попавших в топ-5 чартов Великобритании в разных десятилетиях. Она также стала первой сольной исполнительницей, чьи альбомы возглавляли британский хит-парад в четырёх разных десятилетиях — в 1980-х, в 1990-х, в 2000-х и 2010-х годах.
В австрийском альбомном чарте Aphrodite дебютировал под номером три и продержался в чарте 10 недель. Во Фламандском регионе Бельгии альбом дебютировал на шестой строчке, позже добравшись до четвёртой. В общей сложности диск провёл в чарте 12 недель. Большего успеха пластинка достигла в другом бельгийском регионе — Валлонии, где дебютировала под номером 11 и вскоре достигла третьей позиции. Всего альбом провёл в этом чарте 16 недель. Продажи диска в Бельгии вскоре составили 10 000 экземпляров, и ему был присвоен в этой стране золотой статус. Во французском альбомном чарте пластинка достигла третьей строчки и провела в чарте 23 недели в целом. В немецком альбомном чарте альбом также достиг третьей позиции и провёл 12 недель в хит-параде. В греческом альбомном чарте диск дебютировал под номером 28, позже возглавив хит-парад. В целом пластинка провела в чарте семь недель. Aphrodite стал первым альбомом Миноуг, возглавившим хит-парад Греции. В испанском альбомном чарте диск дебютировал на третьей позиции, позже достигнув второй, и стал самым продаваемым альбомом Кайли Миноуг в Испании. В швейцарском альбомном чарте достиг второй строчки и провёл в общей сложности 13 недель в чарте.
В канадском альбомном чарте Aphrodite добрался до восьмой строчки, став самым продаваемым альбомом Миноуг в Канаде. В американском чарте Billboard 200 диск добрался до 19-й строчки и провёл в целом три недели в хит-параде. Aphrodite стал вторым самым продаваемым альбомом Миноуг в США после Fever, который добрался до третьей строчки. Также пластинка возглавила европейский альбомный чарт и добрался до второй строчки в хит-параде танцевальных и электронных альбомов.

## Список композиций
Информация адаптирована из буклета альбома Aphrodite.
| №                   | Название                               | Автор(ы)                                                                 | Продюсер(ы)                                               | Длительность |
| ------------------- | -------------------------------------- | ------------------------------------------------------------------------ | --------------------------------------------------------- | ------------ |
| 1.                  | «All the Lovers»                       | Джим Элиот, Мима Стилвелл                                                | Элиот, Стюарт Прайс[a]                                    | 3:20         |
| 2.                  | «Get Outta My Way»                     | Деймон Шарп, Дэниель Дэвидсен, Лукас Секон, Мич Хэнсен, Питер Уэйлвик    | Cutfather, Дэвидсен, Уэйлвик, Прайс[a], Секон[a], Шарп[a] | 3:38         |
| 3.                  | «Put Your Hands Up (If You Feel Love)» | Фин Доу-Смит, Мириам Нерво, Оливия Нерво                                 | Starsmith, Прайс[a]                                       | 3:37         |
| 4.                  | «Closer»                               | Беатрис Хатерли, Прайс                                                   | Прайс                                                     | 3:09         |
| 5.                  | «Everything is Beautiful»              | Тим Райс-Оксли, Фрейзер Смит                                             | Смит                                                      | 3:25         |
| 6.                  | «Aphrodite»                            | Нерина Паллот, Энди Чаттерли                                             | Чаттерли, Паллот, Прайс[a]                                | 3:45         |
| 7.                  | «Illusion»                             | Кайли Миноуг, Прайс                                                      | Прайс                                                     | 3:21         |
| 8.                  | «Better than Today»                    | Паллот, Чаттерли                                                         | Чаттерли, Паллот, Прайс[a]                                | 3:25         |
| 9.                  | «Too Much»                             | Миноуг, Кельвин Харрис, Джейк Ширз                                       | Харрис                                                    | 3:16         |
| 10.                 | «Cupid Boy»                            | Лучиана Капорасо, Магнус Лидехелль, Ник Клоу, Себастьян Ингроссо         | Ингроссо, Лидехелль, Прайс                                | 4:26         |
| 11.                 | «Looking for an Angel»                 | Миноуг, Прайс                                                            | Прайс                                                     | 3:49         |
| 12.                 | «Can't Beat the Feeling»               | Бёрге Фьордхейм, Ханна Робинсон, Мэтт Прайм, Паскаль Габриэль, Richard X | Фьордхейм, Габриэль, Прайс                                | 4:09         |
| Общая длительность: | Общая длительность:                    | Общая длительность:                                                      | Общая длительность:                                       | 43:20        |

| №   | Название       | Автор(ы)                                                                                               | Продюсер(ы) | Длительность |
| --- | -------------- | --- | ----------- | ------------ |
| 13. | «Heartstrings» | Брайан Хиггинс, Жерар О'Коннелл, Джейсон Рэсч, Джейксон Беллина, Киран Джонс, Мэтт Грэй, Миранда Купер | Xenomania   | 3:16         |

| №   | Название        | Автор(ы)                                                              | Продюсер(ы) | Длительность |
| --- | --------------- | --------------------------------------------------------------------- | ----------- | ------------ |
| 13. | «Mighty Rivers» | Беллина, Карла Мари Уильямс, Купер, Хиггинс, О'Коннелл, Рэсч, Тим Дил | Xenomania   | 3:57         |

| №   | Название             | Автор(ы)                                     | Продюсер(ы)                               | Длительность |
| --- | -------------------- | -------------------------------------------- | ----------------------------------------- | ------------ |
| 13. | «Go Hard or Go Home» | Дэвидсен, Хэнсен, Секон, Шарп, Томас Сардорф | Cutfather, Сардорф, Дэвидсен, Шарп, Секон | 3:42         |

| №  | Название                                                                                                | Длительность |
| -- | --- | ------------ |
| 1. | «White Diamond Theme» (с гастрольного тура For You, for Me)                                             | 2:16         |
| 2. | «White Diamond» (с гастрольного тура For You, for Me Tour)                                              | 3:06         |
| 3. | «Confide in Me» (с гастрольного тура For You, for Me Tour)                                              | 4:51         |
| 4. | «I Believe in You» (с гастрольного тура For You, for Me Tour)                                           | 2:59         |
| 5. | «Съёмки клипа «All the Lovers»»                                                                         | 13:00        |
| 6. | «Закулисные съёмки фотографий альбома»                                                                  | 2:32         |
| 7. | «Фотогалерея»                                                                                           | 3:49         |
| 8. | «Эксклюзивное интервью Кайли Миноуг Стюарта Прайса» (Доступно онлайн с кодом из коллекционной наклейки) | 39:36        |

### Les Folies Tour Edition
3 января 2011 года вышел сборник ремиксов под названием Les Folies Tour. Компиляция, вышедшая на трёх дисках, включала в себя ремиксы на оригинальные песни альбома от продюсеров Пита Хаммонда, Дензала Парка, Muscles и Bimbo Jones.
| №   | Название                               | Автор(ы)                                                                 | Продюсер(ы)                                               | Длительность |
| --- | -------------------------------------- | ------------------------------------------------------------------------ | --------------------------------------------------------- | ------------ |
| 1.  | «All the Lovers»                       | Джим Элиот, Мима Стилвелл                                                | Элиот, Стюарт Прайс[a]                                    | 3:20         |
| 2.  | «Get Outta My Way»                     | Деймон Шарп, Дэниель Дэвидсен, Лукас Секон, Мич Хэнсен, Питер Уэйлвик    | Cutfather, Дэвидсен, Уэйлвик, Прайс[a], Секон[a], Шарп[a] | 3:38         |
| 3.  | «Put Your Hands Up (If You Feel Love)» | Фин Доу-Смит, Мириам Нерво, Оливия Нерво                                 | Starsmith, Прайс[a]                                       | 3:37         |
| 4.  | «Closer»                               | Беатрис Хатерли, Прайс                                                   | Прайс                                                     | 3:09         |
| 5.  | «Everything is Beautiful»              | Тим Райс-Оксли, Фрейзер Смит                                             | Смит                                                      | 3:25         |
| 6.  | «Aphrodite»                            | Нерина Паллот, Энди Чаттерли                                             | Чаттерли, Паллот, Прайс[a]                                | 3:45         |
| 7.  | «Illusion»                             | Кайли Миноуг, Прайс                                                      | Прайс                                                     | 3:21         |
| 8.  | «Better than Today»                    | Паллот, Чаттерли                                                         | Чаттерли, Паллот, Прайс[a]                                | 3:25         |
| 9.  | «Too Much»                             | Миноуг, Кельвин Харрис, Джейк Ширз                                       | Харрис                                                    | 3:16         |
| 10. | «Cupid Boy»                            | Лучиана Капорасо, Магнус Лидехелль, Ник Клоу, Себастьян Ингроссо         | Ингроссо, Лидехелль, Прайс                                | 4:26         |
| 11. | «Looking for an Angel»                 | Миноуг, Прайс                                                            | Прайс                                                     | 3:49         |
| 12. | «Can't Beat the Feeling»               | Бёрге Фьордхейм, Ханна Робинсон, Мэтт Прайм, Паскаль Габриэль, Richard X | Фьордхейм, Габриэль, Прайс                                | 4:09         |

| №  | Название                                                    | Длительность |
| -- | ----------------------------------------------------------- | ------------ |
| 1. | «Put Your Hands Up (If You Feel Love)» (Pete Hammond remix) | 7:54         |
| 2. | «Aphrodite» (Denzal Park remix)                             | 6:21         |
| 3. | «Cupid Boy» (Stereogamous Dub)                              | 7:00         |
| 4. | «Get Outta My Way» (Paul Harris Vocal remix)                | 7:15         |
| 5. | «All the Lovers» (WAWA & MMB Anthem remix)                  | 6:16         |
| 6. | «Put Your Hands Up (If You Feel Love)» (Muscles Club remix) | 5:06         |
| 7. | «Better than Today» (Bimbo Jones remix)                     | 3:07         |
| 8. | «Higher» (при участии Тайо Круса)                           | 3:25         |

| №  | Название      | Продюсер(ы) | Длительность |
| -- | ------------- | ----------- | ------------ |
| 1. | «Party remix» | Дензал Парк | 19:51        |

Примечания
- ↑  означает сопродюсера

## Участники записи
Информация адаптирована из буклета альбома Aphrodite.
- Кайли Миноуг — основной вокал, бэк-вокал
- Adjective Noun — арт-директор, дизайн
- Беатрис Артола — инжиниринг (дорожка 5)
- Уильям Бейкер[англ.] —  фотографирование
- Энди Чаттерли[англ.] — программирование ударных, инжиниринг, клавишные, фортепиано, продюсирование, синтезатор (дорожки 6, 8)
- Cutfather[англ.] (Мич Хэнсен) — перкуссия, продюсирование (дорожка 2)
- Digital Light — обработка фотоматериала
- Джим Элиот[англ.] — бас, программирование ударных, клавишные, фортепиано, продюсирование (дорожка 1)
- Дэйв Эмери — ассистент при микшировании (дорожки 1–4, 6–8, 11, 12)
- Бёрге Фьордхейм — инструментовка, продюсирование (дорожка 12)
- Паскаль Габриэль[англ.] — инструментовка, продюсирование (дорожка 12)
- Брайан Готтшэл — ассистент при инжиниринге (дорожки 7, 11)
- Кельвин Харрис — аранжировка, инструментовка, микширование, продюсирование (дорожка 9)
- Беатрис Хатерли — дополнительный бэк-вокал (дорожка 4)
- Maime Hladiy — бас (дорожка 2)
- Пит Хоффман — инжиниринг, Pro Tools
- Себастьян Ингроссо — микширование, продюсирование (дорожка 10)
- Натан Корс — ассистент при инжиниринге (дорожки 7, 11)
- Магнус Лидехелль[англ.] — микширование, продюсирование (дорожка 10)
- Мириам Нерво[англ.] — дополнительный бэк-вокал, вокальное продюсирование (дорожка 2)
- Оливия Нерво[англ.] — дополнительный бэк-вокал, вокальное продюсирование (дорожка 2)
- Ayak Thiik[англ.] — бэк-вокал
- Мэдс Нильсон — микширование (дорожка 2)
- Нерина Паллот[англ.] — акустическая гитара, дополнительный бэк-вокал, инжиниринг, клавишные, фортепиано, продюсирование, синтезатор (дорожки 6, 8), электрическая гитара
- Джефф Пеше — мастеринг
- Стюарт Прайс — дополнительное продюсирование (дорожки 1, 6, 8), микширование (дорожки 1–4, 6–8, 10–12), сопродюсирование (дорожки 2, 3), вокальное продюсирование (дорожка 3), продюсирование (дорожки 4, 7, 10–12), дополнительная игра на клавишных, дополнительный инжиниринг бэк-вокала (дорожка 6), дополнительный инжиниринг вокала (дорожка 8), исполнительный продюсер
- Тим Райс-Оксли — клавишные, фортепиано (дорожка 5)
- Ханна Робинсон[англ.] — бэк-вокал (дорожка 12)
- Лукас Секон[англ.] — дополнительная игра на клавишных, сопродюсирование (дорожка 2)
- Александра Сегаль — дополнительный бэк-вокал (дорожка 2)
- Дэймон Шарп[англ.] — сопродюсирование, инжиниринг (дорожка 2)
- Фрейзер Смит — гитара, микширование, продюсирование (дорожка 5)
- Starsmith[англ.] — микширование, продюсирование (дорожка 2)
- Мима Стилвелл[англ.] — дополнительный бэк-вокал
- Джейсон Тарвер — ассистент при инжиниринге (дорожки 6, 8)
- Терри Блэми — менеджмент
- Бен Велла — электрическая гитара (дорожка 8)
- Питер Уэйлвик — клавишные, продюсирование, программирование (дорожка 2)
- Richard X — клавишные, Minimoog

## Позиции в чартах
| Чарт (2010—2011)                             | Высшая позиция |
| -------------------------------------------- | -------------- |
| Австралия (ARIA)                             | 2              |
| Австрия (Ö3 Austria)                         | 3              |
| Бельгия/Валлония (Ultratop)                  | 3              |
| Бельгия/Фландрия (Ultratop)                  | 4              |
| Великобритания (UK Albums Chart)             | 1              |
| Венгрия (MAHASZ)                             | 18             |
| Германия (Offizielle Top 100)                | 3              |
| Греция (IFPI)                                | 1              |
| Дания (Hitlisten)                            | 21             |
| Европейский союз (Billboard European Albums) | 1              |
| Ирландия (IRMA)                              | 5              |
| Испания (PROMUSICAE)                         | 2              |
| Италия (Classifica album)                    | 9              |
| Канада (Canadian Albums Chart)               | 8              |
| Китайская Республика (G-Music)               | 5              |
| Мексика (Top 100 Mexico)                     | 1              |
| Нидерланды (Album Top 100)                   | 4              |
| Новая Зеландия (RMNZ)                        | 11             |
| Норвегия (VG-lista)                          | 16             |
| Польша (ZPAV)                                | 6              |
| Республика Корея (GAON)                      | 49             |
| Республика Корея (GAON International)        | 7              |
| США (Billboard 200)                          | 19             |
| США (Billboard Dance/Electronic Albums)      | 2              |
| США (Billboard Top Tastemaker Albums)        | 7              |
| Финляндия (Suomen virallinen lista)          | 22             |
| Франция (SNEP)                               | 3              |
| Хорватия Top of the Shops                    | 10             |
| Чехия (ČNS IFPI)                             | 5              |
| Швейцария (Schweizer Hitparade)              | 2              |
| Швеция (Sverigetopplistan)                   | 9              |
| Шотландия (Scottish Albums Chart)            | 1              |
| Япония (Oricon)                              | 28             |

| Чарт (2010)                                  | Высшая позиция |
| -------------------------------------------- | -------------- |
| Австралия (ARIA)                             | 55             |
| Великобритания (UK Albums)                   | 45             |
| Европейский союз (Billboard European Albums) | 54             |
| США (Billboard Dance/Electronic Albums)      | 20             |
| Франция (SNEP)                               | 149            |
| Швейцария (Schweizer Hitparade)              | 77             |

| Регион | Сертификация | Продажи |
| --- | ------------ | ------- |
| Австралия (ARIA) | Платиновый   | 70 000^ |
| Бельгия (BEA) | Золотой      | 15 000* |
| Великобритания (BPI) | Платиновый   | 335 474 |
| США | —            | 50 000  |
| * Данные о продажах приведены только на основе сертификации. ^ Данные о тиражах приведены только на основе сертификации. |              |         |

## История релиза
| Страна         | Дата         | Лейбл             | Формат                                                         | Ref                  |
| -------------- | ------------ | ----------------- | -------------------------------------------------------------- | -------------------- |
| Япония         | 30 июня 2010 | EMI Music Japan   | CD+DVD                                                         | [ 150 ]              |
| Австралия      | 2 июля 2010  | Warner Music      | CD, CD+DVD (Делюкс-версия) цифровая дистрибуция, грампластинка | [ 63 ] [ 64 ] [ 65 ] |
| Германия       | 2 июля 2010  | EMI               | CD, CD+DVD (Делюкс-версия) цифровая дистрибуция, грампластинка | [ 152 ]              |
| Нидерланды     | 2 июля 2010  | EMI               | CD, CD+DVD (Делюкс-версия) цифровая дистрибуция, грампластинка | [ 153 ]              |
| Швейцария      | 2 июля 2010  | EMI               | CD, CD+DVD (Делюкс-версия) цифровая дистрибуция, грампластинка | [ 152 ]              |
| Австрия        | 2 июля 2010  | EMI               | CD, CD+DVD (Делюкс-версия) цифровая дистрибуция, грампластинка | [ 152 ]              |
| Польша         | 2 июля 2010  | EMI               | CD, CD+DVD (Делюкс-версия) цифровая дистрибуция, грампластинка | [ 154 ]              |
| Испания        | 2 июля 2010  | EMI               | CD, CD+DVD (Делюкс-версия) цифровая дистрибуция, грампластинка | [ 155 ] [ 156 ]      |
| Великобритания | 5 июля 2010  | Parlophone        | CD, CD+DVD (Делюкс-версия) цифровая дистрибуция, грампластинка | [ 66 ]               |
| Мексика        | 5 июля 2010  | EMI Music Mexico  | CD, CD+DVD (Делюкс-версия) цифровая дистрибуция, грампластинка | [ 157 ]              |
| Бразилия       | 5 июля 2010  | EMI Music Brasil  | CD, CD+DVD (Делюкс-версия) цифровая дистрибуция, грампластинка | [ 158 ] [ 159 ]      |
| Франция        | 5 июля 2010  | EMI Music France  | CD, CD+DVD (Делюкс-версия) цифровая дистрибуция, грампластинка | [ 160 ]              |
| Дания          | 5 июля 2010  | EMI Music Denmark | CD, CD+DVD (Делюкс-версия) цифровая дистрибуция, грампластинка | [ 161 ]              |
| Новая Зеландия | 5 июля 2010  | Warner Music      | CD, CD+DVD (Делюкс-версия) цифровая дистрибуция, грампластинка | [ 162 ]              |
| США            | 6 июля 2010  | Capitol Records   | CD, CD+DVD (Делюкс-версия) цифровая дистрибуция, грампластинка | [ 70 ] [ 163 ]       |
| Канада         | 6 июля 2010  | EMI Music Canada  | CD, CD+DVD (Делюкс-версия) цифровая дистрибуция, грампластинка | [ 164 ]              |
| Тайвань        | 6 июля 2010  | EMI               | CD, CD+DVD (Делюкс-версия) цифровая дистрибуция, грампластинка | [ 165 ] [ 166 ]      |